# Гориция (провинция)
Гориция (на италиански: Provincia di Gorizia, на фриулски: Provincie di Gurize, на словенски: Pokrajina Gorica) е провинция в Италия, в региона Фриули-Венеция Джулия.
Площта ѝ е 466 км², а населението – около 142 000 души (2007). Провинцията включва 25 общини, административен център е град Гориция.

## Административно деление
Провинцията се състои от 25 общини:
- Гориция
- Вилесе
- Градиска д'Изонцо
- Градо
- Добердо дел Лаго
- Доленя дел Колио
- Каприва дел Фриули
- Кормонс
- Мариано дел Фриули
- Медеа
- Монфалконе
- Мораро
- Моса
- Романс д'Изонцо
- Ронки дей Леджонари
- Савоня д'Изонцо
- Саградо
- Сан Канциан д'Изонцо
- Сан Лоренцо Изонтино
- Сан Пиер д'Изонцо
- Сан Флориано дел Колио
- Старанцано
- Туриако
- Фара д'Изонцо
- Фоляно Редипуля